# Eksperimentalna psihologija
Eksperimentalna psihologija je grana psihologije koja se bavi proučavanjem reakcija čoveka na namerno instruisane podražaje, stimuluse, bilo fizičke, bilo socijalne. Eksperimentalna psihologija je pristup psihološkim istraživanjima u okviru kojih ljudi koriste eksperimente u kontrolisanim uslovima da istraže i testiraju hipoteze o ljudskom ponašanju. 
Sredinom 19. veka nastala je psihofizika, prva eksperimentalna psihološka disciplina u okviru koje se fizičkim metodama ispitivao odnos između spoljašnjih zbivanja, stimulusa i unutrašnjih promena u osetljivosti, odnosno sveta senzacija.
Eksperimentalna psihologija nastala je kao moderni pristup u 19. veku kada je Vilhelm Vunt (1832—1920), uveo matematički i eksperimentalni pristup na terenu. On je osnovao prvu psihološku laboratoriju u Lajpcigu, 1879. godine, u Nemačkoj. Bliže istini je, međutim, da je ceo 19. vek bio, u stvari, period instalacije naučnih metoda u snimanju duševnog života i tako vreme formiranja psihologije kao nauke. Drugi eksperimentalni psiholozi, uključujući Hermana Ebinghausa (1850—1909) i Edvarda Tičenera (1867—1927), uključujući introspekciju među svojim eksperimentalnim metodama.
Johanes Miler (1801—1858) osnivač je eksperimentalne fiziologije, ali istovremeno njegovi radovi predstavljaju jedan od teorijskih stubova psihologije. U istoriji se obično pominje 1879. godina kao trenutak rađanja psihologije kao samostalne nauke jer, kako je to dobro poznato. Eksperimentisanje se međutim nije javilo u psihologiji preko noći, pa se s pravom može reći da je ono pripremano vekovima, a stvarno realizovano u periodu od druge polovine XVIII do kraja XIX veka. Psihofizika koja je bila prva empirijska disciplina psihologije, pokazala je da je merenje duhovnih fenomena ipak moguće – istina, indirektno merenje preko relevantnih vrednosti stimulacije.
Miler je razmatrao odnos između naših unutrašnjih zbivanja, atributa oseta i stimulusa. Glavni prodor psihologije u XIX veku načinjen je u oblasti psihofizike. Osnovni problem psihofizike je bio problem intenziteta. Radeći na tom problemu istraživači različitih profesija tokom više decenija pripremali su nastanak prve psihološke laboratorije. Psihofizika je upravo ta oblast psihologije koja je uvela merenje u ovu nauku, a time i omogućila i njeno osamostaljivanje. 
Psihofizičari su našli da je primenom ograničenog samoposmatranja, u kojem ispitanik saopštava samo sa „da“ ili „ne“ da li oseća dejstvo draži, odnosno sa „jače“ ili „slabije“ da li oseća razlike u draženju moguće uvesti dve osnovne osobenosti eksperimenta: 1) ponavljanje po potrebi i 2) kvantifikaciju. 
Glavni prodor psihofizike ostvaruje Gustav Teodor Fehner (1801—1887) koji je 1860. godine objavio knjigu „Elementi psihofizike“. U njoj se daje osnovni teorijski model odnosa fizičkog i psihičkog, danas poznat kao Fehnerov zakon. 
Prema Fehneru, postoji zakonita povezanost između promena u fizičkom i psihičkom svetu, pa ako se oseti ređaju po intenzitetu po intenzitetu u neki niz, to će biti aritmetička progresija, ali draži koje su izazvale te osete imaće geometrijsku progresiju – one će rasti kao prirodni algoritam intenziteta (stimulusa). Ovaj zakon je omogućio indirektno merenje, definisanje svih markantnih tačaka osetljivosti indirektno kao veličina stimulacije. 
To je bio revolucioni poduhvat. Merenje počinje da se koristi u psihologiji oslonjeno na Fehnerov psihofizički zakon. Potom se širi i sa osetljivošću pojedinih čula počinje merenje opažanja, a potom i dalje kroz psihologiju. 
Herman Ebinghaus je prvi kvantitativno proučavao uspeh u procesu verbalnog učenja. Kreirao je krivulju učenja i zaboravljanja i otkrio uticaj različitih faktora na učenje. 
Postoje brojne grane i pravci u psihologiji koje istražuju mnogobrojne fenomene, od istraživača u neurologiji do istraživača koji se bave mentalnim poremećajima. U eksperimentalnoj psihologiji, ljudi kreiraju kontrolisane eksperimentalne uslove da bi testirali teoriju. 
Eksperimentalna psihologija koristi različite metode i sredstva da istraži ljudsko ponašanje u različitim kontekstima. Osim merenja vremena odziva i stopa pogrešaka, eksperimentalni psiholozi redovno koriste upitnike pre, za vreme i posle eksperimentalne metode, kao i metode posmatranja. 
Psiholozi u okviru ove oblasti rade u univerzitetima, istraživačkim centrima, vladama i privatnim kompanijama. Oni se fokusiraju na prenošenje znanja i eksperimentalnih metoda studentima, dok drugi sprovode istraživanje o kognitivnim procesima, životinjskom ponašanju, neuronauke, ličnosti.

## Skale merenja
Za izražavanje podataka dobijenih u istraživanjima koriste se različiti nivoi ili skale merenja, koji su važni stoga jer određuju način na koji će podaci biti interpretirani, kao i kakva statistička analiza će biti primenjena. Postoje četiti osnovne skale merenja i to:
- Nominalna
- Ordinalna
- Intervalna i
- Skala odnosa.

Nominalna skala je najjednostavniji nivo merenja kojim se predstavljaju kategorički podaci. 
Nominalnom skalom se podaci svrstavaju u kategorije koje su bazirane na nekoj kvalitativnoj osobini i među kojima nijedna kategorija nema prednost. Kategorije ne mogu da se urede po određenom redosledu, niti postoji kriterijum po kome bi se vrednosti mogle da odrede „veće od“ ili „manje od“ drugih vrednosti. 
Primeri za nominalnu skalu merenja su sledeće varijable: 
Boja kose: smeđa, plava, crna itd. 
Rasa: bela, crna, žuta itd. 
Pol: muški, ženski 
Status pušenja: pušači, nepušači 
Kategorije u nominalnoj skali mogu biti označene slovima 
(A – muški pol, B – ženski pol) ili brojevima (1 – muški pol, 2 – ženski pol), pri čemu slova i brojevi služe samo kao oznake i nemaju nikakvo drugo značenje. 
Ordinalna skala je nivo merenja kojim se predstavljaju kategorički podaci, koji su klasifikovani u kategorije po određenom redosledu, ali rastojanje između kategorija nema tačno određeno značenje. Redosled kategorija može biti izražen kao "rating" ili "ranking". 
Kod "rating" skale je rangiranje izvršeno na osnovu subjektivnog doživljaja ispitanika. Atributi neke promenljive su numerički označeni, ali brojevi imaju samo kvalitativno značenje i ne podrazumevaju jednake intervalne razlike. Primer za ovu vrstu skale je način na koji se izražava bol: 
0 – bez bola, 1 – slab bol, 2 – umeren bol, 3 – srednje jak bol i 4 – vrlo jak bol. 
Oznake od 0 do 4 ne podrazumevaju kvantitativnu razliku između kategorija (kategorija 2 ne podrazumeva dvostruko jači bol u odnosu na kategoriju 1), već samo redosled u odnosu na jačinu. 
Na isti način bismo mogli da napravimo kategorizaciju nekih atributa po važnosti: 
0 – nevažan, 1 – malo važan, 2 – umereno važan, 3 – prilično važan i 4 – jako važan. 
Kod "ranking" skale se promenljive uređuju (rangiraju) po interesovanju, značaju, važnosti i sl. i redna mesta koja one imaju u tom uređivanju označavaju se brojevima od 1 do n. Ovom skalom se izražavaju školske ocene, rezultati sportskih takmičenja, rezultati funkcionalnih i screening testova itd. 
Intervalna skala podrazumeva takođe uređivanje atributa neke promenljive po određenom redosledu, ali rastojanje u tom redosledu atributa ima određeno značenje. Kod intervalne skale su najčešće, početak (nula) i merne jedinice proizvoljno određeni. Ovom skalom se izražavaju dani u kalendaru (početak kalendara je proizvoljno određen, kao i dužina dana) i temperatura. 
Skala odnosa je nivo merenja u kome uvek postoji apsolutna nula sa određenim značenjem, pa je kod skale odnosa moguće odrediti frakciju merenja. Ovom skalom se izražavaju numerički podaci kao što su visina, težina, starost, broj pacijenata.

## Eksperiment
Eksperiment ili ogled je postupak (odn. niz postupaka i aktivnosti) kojim se namerno izaziva neka pojava radi njenog opažanja i / ili merenja u strogo kontrolisanim i ponovljivim uslovima. Psihologija je eksperiment preuzela iz prirodnih nauka, ali ga je morala prilagoditi svom predmetu istraživanja i razviti veći broj prikladnih oblika eksperimentalnog istraživanja. Primena eksperimenta u psihologiji ograničena je zbog problema etičke naravi.
Eksperiment je najpouzdaniji naučni postupak za otkrivanje uzročnih veza među pojavama. Eksperimentalna istraživanja su doprinela osamostaljivanju i razvoju naučne psihologije , koja se za jedan vek diferencirala u veliki broj samostalnih disciplina. Primena eksperimenta u izučavanju razvoja psihičkog života posebno je doprinela otkrivanju pravilnosti razvoja i prirode razvojnih promena. 
Prednosti ove metode nad ostalim oblicima ispitivanja su:
- mogućnost namernog izazivanja pojave , pa kako su poznati mesto , uslovi i vreme javljanja pojave, posmatrač se unapred priprema za tačno opažanje pojave;
- mogućnost sistematskog i namernog menjanja uslova u kojima se neka pojava javlja, što je njena suštinska odlika;
- mogućnost da se pojava izazove više puta uz plansko variranje uslova, sve dok se ne uoče uzroci i karakteristike promena na ispitivanoj pojavi. Ukratko, eksperiment omogućava da se ostvari kvalitativna, kauzalna i kvantitativna analiza pojave koja se izučava. Glavni cilj psihološkog eksperimenta je da se ispita da li određeni uslov, faktor ili varijabla deluje na pojavu koja je predmet istraživanja.

## Eksperimentalna istraživanja
Prema osnovnim načelima na osnovu kojih se zasniva njihova organizacija, sva istraživanja u psihologiji mogu se podeliti na eksperimentalna i neeksperimentalna. Unutar kategorije eksperimentalnih istraživanja glavne vrste su laboratorijski eksperimenti i eksperimenti u prirodnim uslovima. 

### Laboratorijski eksperimenti
Laboratorijski eksperimenti su tipičan pristup proučavanju pojava kao što su individualno i grupno odlučivanje, grupna dinamika, formiranje i menjanje stavova. Klasični primeri laboratorijskog eksperimenta u socijalnoj psihologiji su Šerifovi ogledi o formiranu grupnih normi i Ašovi ogledi o konformizmu. 

### Eksperimenti u prirodnim uslovima
Organizovanje eksperimenta u prirodnim uslovima motivisano je u prvom redu težnjom da i sama pojava koja je predmet istraživanja bude prirodna, sa svim svojim elementima i obeležjima. Mnoge psihološke pojave iz različitih razloga ne mogu se proučavati u laboratoriji, u uslovima koje su veštački stvorene i konstruisane prema istraživaču. Ako je organizovanje eksperimenta moguće u prirodnim uslovima, izbegavaju se neki od nedostataka istraživanja u laboratoriji. U prvom redu izbegava se dilema da li se pojave izazvane u laboratoriji mogu smatrati ekvivalentnim pojavama koje nastaju u prirodnim okolnostima.

## Literatura
- Ognjenović, P. (2002). Psihologija opažanja. Beograd: Zavod za udžbenike i nastavna sredstva.
- Ognjenović, P., Škorc, B. (2005). Naše namere i osećanja. Beograd: Gutembergova galaksija.
- Pečjak, V. (1984). Stvaranje psihologa. Sarajevo: Zavod za udžbenike i nastavna sredstva.
- Ognjenović, P. (2001). Osećaj i mera - o psihofizičkim osnovima saznanja. Zemun: Mostart.
- Havelka, N., Kuzmanović, B., Popadić, D. (1998). Metode i tehnike socijalno psiholoških istraživanja. Beograd: Centar za primenjenu psihologiju, Društvo psihologa Srbije.